# Reinhold Burger

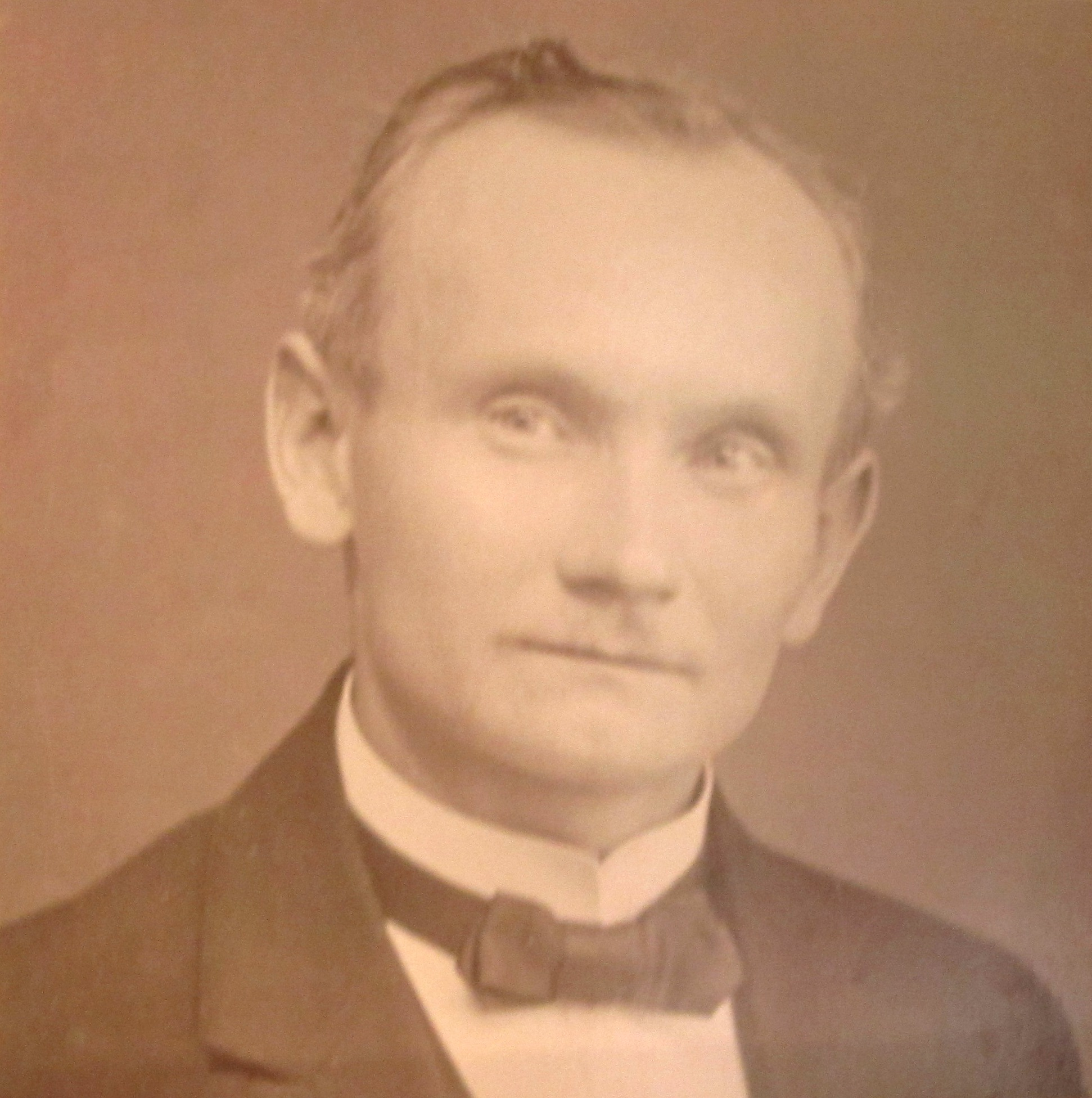
Reinhold Burger, um 1900

Reinhold Burger (* 12. Januar 1866 in Glashütte; † 21. Dezember 1954 in Ost-Berlin) war ein deutscher Glastechniker und Erfinder.

## Leben
Burgers Vater war Glasfabrik-Arbeiter beim Grafen zu Solms-Baruth im Fabrikort und Werkweiler Glashütte nahe dem märkischen Baruth. Als 15-Jähriger ging Burger nach einem Praktikum in der Glashütte seines Großvaters in Burig zu C. A. F. Geissler & Sohn in Berlin in die Lehre als Glastechniker. Nach einigen Jahren bei Siemens & Halske reiste er von 1889 bis 1890 in die USA und arbeitete dort in New York, Brooklyn, Boston, Philadelphia und Chicago. Bei seinem zweiten USA-Aufenthalt 1890–1891 misslang ihm die Gründung einer Thermometerfirma.
Im Jahre 1894 gründete er in Berlin sein eigenes Unternehmen „R. Burger & Co.“, die erste Glasinstrumentenfabrik ihrer Art in Berlin. Seine Wohnung bezog er in der Friedenstraße und gründete die Firma in der Novalisstraße in direkter Nähe von Instituten der Friedrich-Wilhelms-Universität und der Charité. 1900 verlegte er die Werkstatt in die Chausseestraße und zog 1904 nach Pankow. Zu den Erzeugnissen gehörten Thermometer, Laborgefäße und -geräte, wie Glaszylinder, Kochflaschen, Abdampfschalen, aber auch Wasserstandsröhren, Vakuumpumpen und -gefäße sowie Gasentladungsröhren. Hinzu kamen Experimentiergeräte für den Physikunterricht höherer Schulen und vielfältige medizinische Diagnose- und Therapiegeräte. 1921 wurde er Besitzer des Grundstücks Wilhelm-Kuhr-Straße 3 und verlegte den Wohnsitz dorthin, 1927 kam auch der Firmensitz an diese Stelle.
Reinhold Burger heiratete 1903 in Berlin seine Frau Charlotte geb. Gruber. Aus der Ehe gingen fünf Kinder hervor.
Sein Unternehmen „R. Burger & Co.“, anfangs zusammen mit Albert Aschenbrenner, leitete er bis zu seinem Tod selbst. Die Produkte des Unternehmens wurden an Kunden in Europa, den USA, Südamerika und Asien geliefert. Bis 1982 existierte das Burgersche Unternehmen weiter als Familienbetrieb.
Dem Tüftler und Erfinder wurde mit dem Museumsdorf Baruther Glashütte bei Baruth/Mark in der ehemaligen Hütten-Glasschleiferei ein Denkmal gesetzt. Dort ist der gesamte Nachlass als Dauerleihgabe der Familie Burger zu besichtigen. Ausgestellt sind die Werkstatt des Erfinders sowie Original-Dokumente und Patentschriften. Die einzigartigen Thermosgefäße, original von Burgers Hand geschaffen, sind ergänzt mit Geräten aus aller Welt, hinzu kommen Burgers frühe Vakuumpumpen und medizinisch-technische Apparaturen. Das Kernstück der Ausstellung bildet jedoch Burgers erste Original-Röntgenröhre.

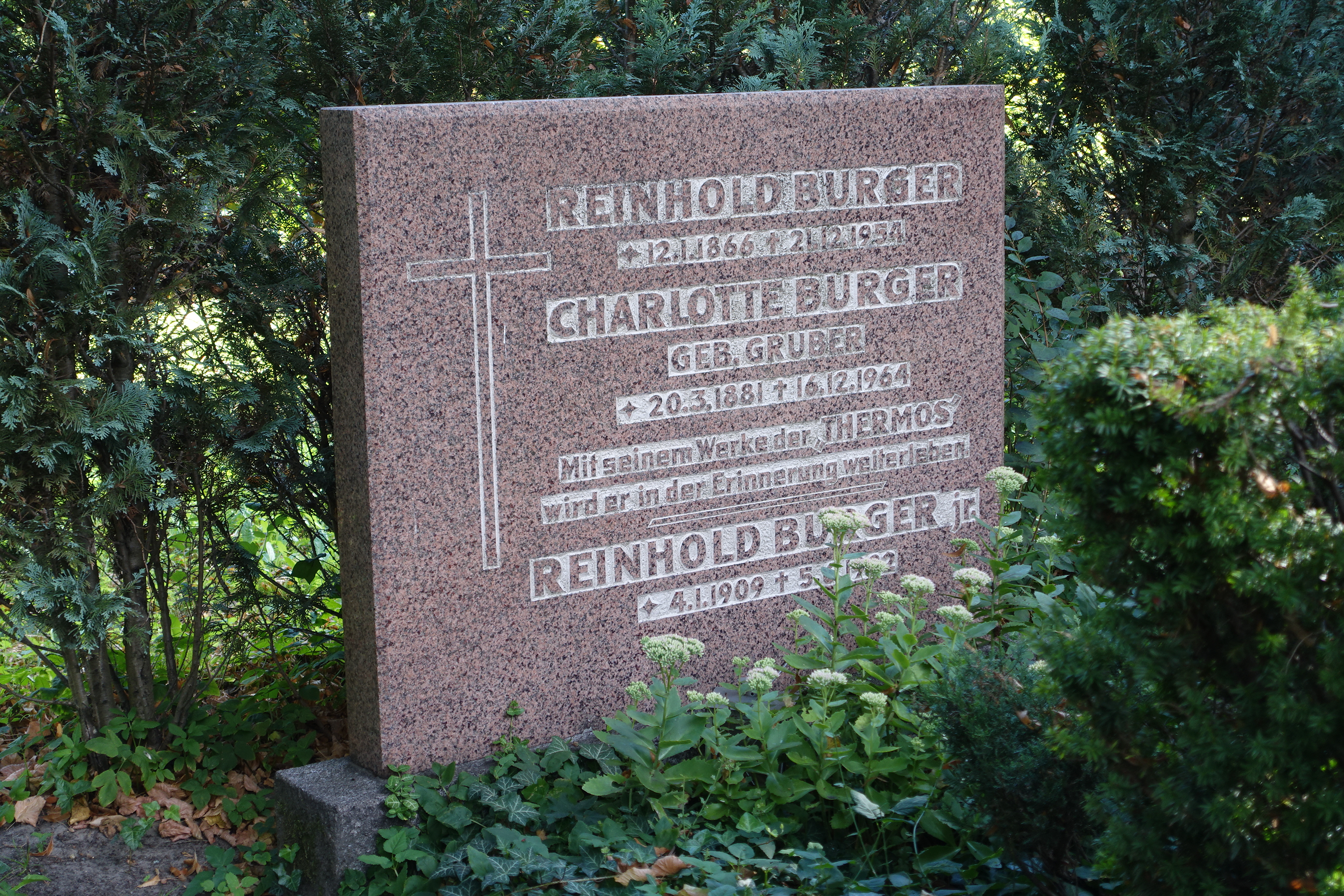
Grabstätte Reinhold Burger

Die letzte Ruhe fand er im Familiengrab auf dem Städtischen Friedhof Pankow III.

## Erfindungen

### Röntgenröhre
Hinter dem Deutschen Reichspatent Nr. 129974 von 1901 verbirgt sich eine bekannte Erfindung: In Zusammenarbeit mit Wilhelm Conrad Röntgen entwickelte Burger eine Röntgenröhre. 1895 hatte Röntgen in Würzburg die nach ihm benannten X-Strahlen entdeckt, als er mit der Entladungsröhre experimentiert hatte. Ab 1896 führte er seine Versuche mit Röhren durch, die Burger eigens für ihn entwickelt und gefertigt hatte. Diese Burgerschen Vakuumröhren zeichneten sich durch elektrische Anschlüsse, eine bleihaltige Schutzschicht und besonders durch unterschiedliche Materialstärken aus.
In Glashütte bei Baruth/Mark ist im Burgermuseum einer der ältesten existierenden „Röntgenapparate“ zu besichtigen.

### Thermoskanne
Eine weitere Entwicklung Reinhold Burgers beruht auf den Vorarbeiten von Adolf Ferdinand Weinhold und des britischen Chemikers und Physikers Sir James Dewar: die Thermoskanne.

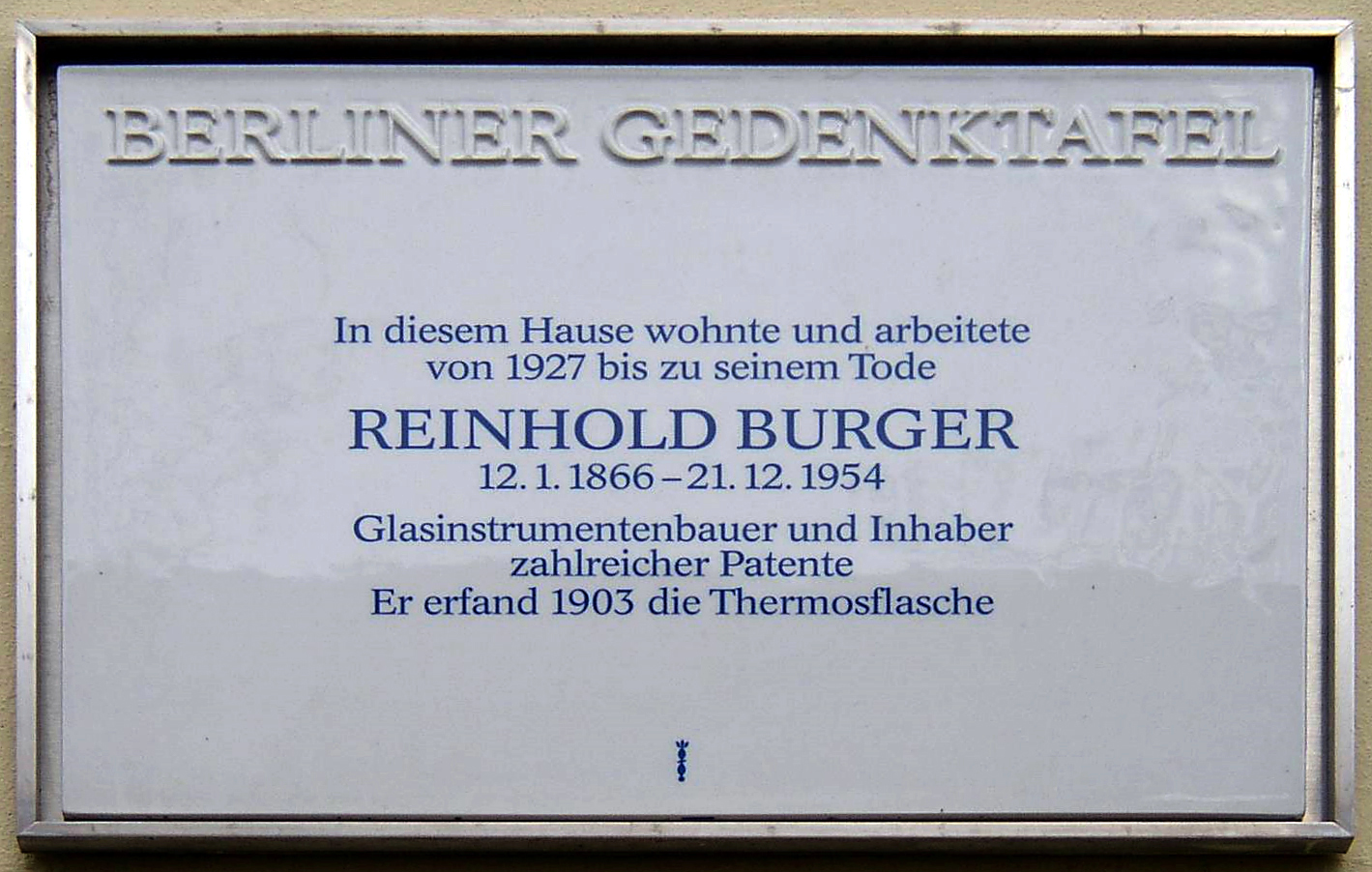
Berliner Gedenktafel am Wohnhaus Wilhelm-Kuhr-Straße 3 in Berlin-Pankow

Burger experimentierte an der Fertigung doppelwandiger Vakuum-Glasgefäße auf Grundlage der mittlerweile als Dewargefäß bezeichneten Behälter. Unaufgefordert sandte er seine Gefäße dem Eismaschinenfabrikanten Carl von Linde zu. Dieser hatte Burger damit beauftragt, ihm geeignete isolierende Behälter für den Transport verflüssigter Luft mit Temperaturen von −194,5 °C zu liefern. Das Ergebnis war ein doppelwandiger, hochevakuierter und innen versilberter Glaskolben. Zum Transport wurde der Glaskörper in einem stabilen, leichten Metalldrahtbehälter eingebettet und innen mit Filz ummantelt. 1903 ließ er sich die Thermoskanne patentieren, die sich durch mechanische Stabilität des Innengefäßes auszeichnete, weil es durch Einlagen im Hohlraum gestützt wurde. Eine Klage von Dewar gegen den englischen Thermosflaschenproduzenten und das Burgersche Patent verlor Dewar in der darauffolgenden gerichtlichen Auseinandersetzung.

„Die Erfindung der Luftverflüssigung gab mir Gelegenheit, diese Isolierflasche weiterhin zu verbessern, die die Aufgabe hatte, die Licht- und Wärmestrahlung auf ein Mindestmaß zurückzuführen. Da diese und jene Flaschen nicht den Anforderungen genügten, so prüfte ich in Ermangelung von flüssiger Luft die Brauchbarkeit der Gefäße mit heißem Wasser. Dabei kam mir der Gedanke, dass man statt dessen auch Getränke verwenden könnte. Ich nahm eine Reihe von mir hergestellter kleiner kugelförmiger Gefäße und füllte sie mit heißem Kaffee, Tee, Milch und dergleichen. Noch nach 24 Stunden waren die Getränke so gebrauchsfertig, als wären sie eben erst hergerichtet worden...“

In den folgenden Jahren arbeitete Burger daran, diese Erfindung alltagstauglich zu machen: Er stabilisierte das doppelwandige Glasgefäß innen durch Abstützungen mit Asbestplättchen, die von einem Drahtgeflecht fixiert waren. Er entwickelte ein Verfahren, um die Innenversilberung preiswert und dauerhaft haltbar zu machen. Er versah die Flasche mit einem Korken und einem aufsteckbaren Trinkbecher sowie einer Ummantelung aus Metall. Die Isolierflasche war damit für den täglichen Gebrauch und die Massenfertigung geeignet. Unter der DRP-Nr. 170057 registrierte das Kaiserliche Patentamt am 1. Oktober 1903 Reinhold Burgers Erfindung. Den Namen „Thermos“ ließ er sich 1904 als Warenzeichen unter der laufenden Nummer 71717 schützen, eingetragen am 30. August 1904 im Kaiserlichen Patentamt. Patentierungen in der Schweiz, in Frankreich, Großbritannien, Kanada und den USA folgten bis 1906. Mit seiner Produktpalette, wie der Thermosflasche und seiner Röntgenröhre, errang er Goldmedaillen und Ehrendiplome auf den Weltausstellungen 1904 in St. Louis (USA), 1906 in Mailand, eine Silbermedaille auf dem Internationalen Kongress der Physiotherapie in Rom 1907 (Italien) und eine Silbermedaille auf der Hygieneausstellung 1911 in Dresden.
Die von Burger zusammen mit Albert Aschenbrenner und dem Wiener Erfinder und Kaufmann Gustav Robert Paalen 1906 speziell zur Thermosflaschen-Herstellung gegründete Thermos-Gesellschaft mbH, Berlin W., warb:

„Thermos-Flaschen halten ohne Vorbereitung, ohne Chemikalien, heiße Getränke 24 Stunden heiß, kalte Getränke auch an heißen Sommertagen ohne Eis tagelang eiskalt. Unentbehrlich für Touristen, Reisende, Automobilisten, Radfahrer, Wassersport, Militärs, Luftschiffer, Forstbeamte, Jäger, Bureau, Fabrik-Angestellte, alle Arbeiter, zur Kinderpflege, zu Brunnenkuren […]“

 Die drei Geschäftsführer Aschenbrenner, Burger und Paalen organisierten die Fertigung, die Schulung der Mitarbeiter und das Marketing der Thermos GmbH. Paalen entwickelte neben kleinen technischen Verbesserungen eine Apparatur zum Vernahten der Gläser, machte sie mit einem emaillierten Eisenblechmantel für die österreichische Armee kavallerietauglich und entwarf eine elegante Kanne für den bürgerlichen Teetisch, die allerdings keinen Eingang in die Thermospalette der Hersteller fand. Zwischen 1907 und 1909 meldeten Burger und Paalen für verschiedene Varianten dieser Neuschöpfungen in Deutschland, Österreich und den USA eigene Patente an.
Da sich Reinhold Burger eher als Entwickler und Forscher weniger als Kaufmann verstand, verkaufte er 1907 seinen 25%-Anteil an der Gesellschaft, die das Reichspatent und das geschützte Warenzeichen Thermos hielt, an Paalen für 65.500 Mark. Der Unternehmer Paalen firmierte 1909 die GmbH in eine Aktiengesellschaft mit 1 Mio. Mark Stammkapital um. Die Thermos AG (später VEB Thermos) produzierte ab 1928 im Thüringer Glasbläserort Langewiesen.
Die Auslandsrechte übertrug die Thermos GmbH im Jahr 1906 an die American Thermos Bottle Company in New York. Mit diesem Unternehmen begann die Burgersche Thermosflasche ihren weltweiten Siegeszug. Auch wenn Burger sich selbst aus der deutschen Thermos GmbH bzw. AG zurückzog, so half er doch beim Technologietransfer an die amerikanischen Geschäftspartner. Die American Thermos Bottle Company errichtete Thermosfabriken in den USA, in Kanada, in England und in Japan. Bis in die zwanziger Jahre produzierten diese Firmen nach den zwischen 1906 und 1910 von Burger in den USA angemeldeten Hauptpatenten.

### Kaltrotlicht-Bestrahlungsapparat
1927 ließ Burger den von ihm erfundenen Kaltrotlicht-Bestrahlungsapparat patentieren und vertiefte seine Forschungsarbeit gemeinsam mit Medizinern der Berliner Charité. Eine Vielzahl von Bestrahlungsgeräten zur Behandlung von Haut- und inneren Krankheiten wurden zusammen mit Ärzten entwickelt und erprobt. Diese Bestrahlungsapparate waren in vielen Kliniken und Arztpraxen im Einsatz. Zwei Geräte wurden 1938 an das Kremlkrankenhaus in Moskau geliefert.